# Possession (roman)
Cet article concerne le livre. Pour le film, voir Possession (film, 2002).
Pour les articles homonymes, voir Possession.
Possession : roman romanesque (titre original : Possession: A Romance) est un roman de A. S. Byatt, publié en 1990 au Royaume-Uni. Son autrice obtient en 1990 le Booker Prize pour ce livre.

## Présentation
Le roman aborde le romantisme anglais dans une ambiance pleine de manoirs anciens et de spiritisme, où sont abordées les légendes d’Ys et de Mélusine. Ce roman est à la fois une enquête policière, un roman d’amour, un pastiche littéraire et une satire du milieu universitaire. Il est couronné par le Booker Prize en 1990.
Le roman, traduit en français par Jean-Louis Chevalier, paraît en 1993 chez Flammarion.

## Résumé
Roland Mitchell découvre à la British Library deux ébauches de lettres écrites par Randolph Henry Ash, poète de l’époque victorienne, à une inconnue. Pour identifier la destinataire supposée de la correspondance, il se lance dans une enquête, accompagnée de Maud Bailey, universitaire spécialiste quant à elle de Christabel LaMotte, destinataire de ces lettres qui révèlent une liaison entre les deux poètes Victoriens. La quête déchaîne des rivalités avec d'autres universitaires spécialistes de Randolph Ash.

## Prix et distinctions
- 1990 :  Prix Booker[3]

## Adaptation au cinéma
- 2002 : Possession, film américano-britannique réalisé par Neil LaBute.